# Tour des Flandres 1927
Le Tour des Flandres 1927 est la onzième édition du Tour des Flandres. La course a lieu le 3 avril 1927, avec un départ et une arrivée à Gand sur un parcours de 217 kilomètres.
Le vainqueur final est le coureur belge Gerard Debaets, qui s’impose en solitaire à Gand. Il s'agit de sa deuxième victoire sur la course après l'édition 1924. Les Belges Gustave Van Slembrouck et Maurice De Waele complètent le podium.

## Monts escaladés
- Tiegemberg
- Quaremont (Nouveau Quaremont)

## Classement final
|    | Coureur                | Pays     | Équipe         | Temps           |
| -- | ---------------------- | -------- | -------------- | --------------- |
| 1  | Gerard Debaets         | Belgique | J.B.Louvet     | 7 h 12 min 30 s |
| 2  | Gustave Van Slembrouck | Belgique | J.B.Louvet     | + 1 min 35 s    |
| 3  | Maurice De Waele       | Belgique | Wonder         | + 2 min 20 s    |
| 4  | Leo Degraveleyn        | Belgique | La Française   | + 2 min 20 s    |
| 5  | Julien Vervaecke       | Belgique | Peugeot-Dunlop | + 2 min 20 s    |
| 6  | Gaston Rebry           | Belgique | Peugeot-Dunlop | + 2 min 20 s    |
| 7  | Maurice Depauw         | Belgique | Thomann-Dunlop | + 5 min 55 s    |
| 8  | Henri Hoevenaers       | Belgique | Automoto       | + 7 min 30 s    |
| 9  | Georges Ronsse         | Belgique | Automoto       | + 7 min 40 s    |
| 10 | Leander Gijssels       | Belgique | Griffon        | + 7 min 50 s    |